# Protocharon arenicola
Protocharon arenicola là một loài chân đều trong họ Janiridae. Loài này được Chappuis, Delamare-Deboutteville & Paulian miêu tả khoa học năm 1956.